# Domenico Modugno (1968)
Domenico Modugno (1968) è il 17º album dell'omonimo cantautore pugliese, il primo dopo il ritorno alla RCA Italiana.

## Il disco
Modugno era reduce da un periodo di poco successo discografico, e questo era stato uno dei motivi del cambio di etichetta e dell'abbandono della Curci.
Anche le prime incisioni per la RCA non ottennero però molto successo, sia i 45 giri che l'album, pubblicato verso la fine dell'anno e che racchiudeva alcune reincisioni di vecchi brani più due nuove canzoni, Meraviglioso e Non sia mai, entrambe pubblicate su 45 giri; la prima divenne in seguito una delle canzoni più note del cantautore pugliese, ma all'inizio non ebbe molto riscontro, e venne scartata dalla commissione esaminatrice per il Festival di Sanremo 1968, a cui Modugno partecipò cantando una canzone non sua, Il posto mio, non contenuta in quest'album.
Ecco come Modugno racconta l'iniziale insuccesso della canzone:
La canzone, con il testo scritto da Riccardo Pazzaglia, racconta la vicenda di un poveraccio che una notte tenta di suicidarsi, ma «un angelo vestito da passante» lo convince a non farlo, e gli dice di quanto il mondo sia meraviglioso e che «perfino il tuo dolore potrà apparire poi meraviglioso».
Il disco non riporta informazioni sui musicisti che vi hanno suonato o sugli arrangiatori, resi noti solo nel 1976, in occasione della ristampa dal titolo Successi di sempre nella collana economica RCA Lineatre. Dirigono l'orchestra, alternativamente, i fratelli Franco Pisano e Berto Pisano, con i cori I Cantori Moderni di Alessandroni (in Meraviglioso) e i 4 + 4 di Nora Orlandi (in Nel blu, dipinto di blu, Piove!, Vecchio frack, Io, Tu si' 'na cosa grande, Notte di luna calante e Resta cu' 'mmè).
In copertina vi è una fotografia del cantautore insieme all'attrice e fotomodella Helga Linè (il cui nome è riportato nel retro copertina con un errore, Elga).
Quest'album è stato ristampato in CD dalla BMG spagnola con il titolo Antologia nel 1989, con l'ordine dei brani modificato.

## Tracce
Lato A
1. Meraviglioso (testo di Riccardo Pazzaglia; musica di Domenico Modugno)
2. Sì sì sì (testo e musica di Domenico Modugno)
3. Nel blu dipinto di blu (testo di Domenico Modugno e Franco Migliacci; musica di Domenico Modugno)
4. Non sia mai (testo di Domenico Modugno e Mario Castellacci; musica di Domenico Modugno)
5. Dio come ti amo (testo e musica di Domenico Modugno)
6. Piove...! (testo di Domenico Modugno e Dino Verde; musica di Domenico Modugno)

Lato B
1. Vecchio frack (testo e musica di Domenico Modugno)
2. Io (testo di Domenico Modugno e Franco Migliacci; musica di Domenico Modugno)
3. Marinai, donne e guai (testo e musica di Domenico Modugno)
4. Tu si' 'na cosa grande (testo di Silvio Gigli; musica di Domenico Modugno)
5. Notte di luna calante (testo e musica di Domenico Modugno)
6. Resta cu'mme (testo di Domenico Modugno e Dino Verde; musica di Domenico Modugno)